# اديلسون خوسيه دا سيلفا
اديلسون خوسيه دا سيلفا (8 ديسمبر 1978 في البرازيل – )؛ هو لاعب كرة قدم كان يلعب كمهاجم.

## وصلات خارجية
- اديلسون خوسيه دا سيلفا على موقع رابطة كرة القدم اليابانية للمحترفين (اليابانية)
- اديلسون خوسيه دا سيلفا على موقع قاعدة بيانات كرة القدم.إي يو (الإنجليزية)
- اديلسون خوسيه دا سيلفا على موقع عالم كرة القدم.نت (الإنجليزية)